# أكس
أكس هي علامة تجارية لمنتجات العطور والعناية الشخصية للرجال المملوكة لشركة يونيليفر منذ سنة 1983 ومنذ 2002 أصبحت تقدم منتوجات أخرى من غير العطور  كغسول الشعر وسائل الإستحمام مثبث الشعر.